# Campephaga
Campephaga és un gènere d'ocells de la família dels campefàgids (Campephagidae). Agrupa espècies d'Àfrica.

## Taxonomia
Segons la Classificació del Congrés Ornitològic Internacional (versió 15.1, 2025) aquest gènere està format per 4 espècies:
- Campephaga flava - eruguera d'espatlles grogues.
- Campephaga phoenicea - eruguera d'espatlles vermelles.
- Campephaga petiti - eruguera de Petit.
- Campephaga quiscalina - eruguera porpra.